# Institutul Social-Democrat „Ovidiu Șincai”

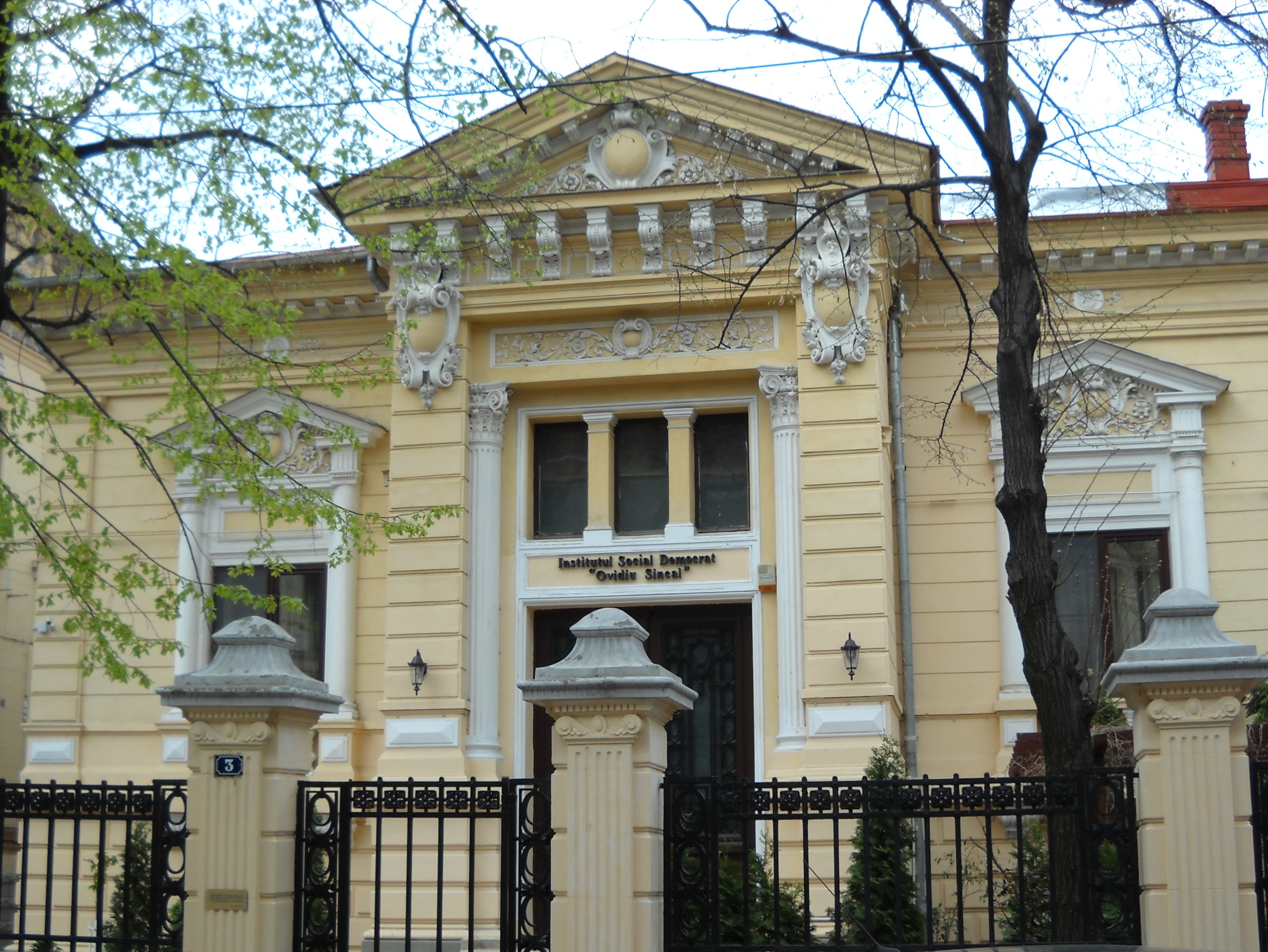
Institutul Social-Democrat in 2011

Institutul Social-Democrat (ISD) „Ovidiu Șincai” este o organizație non-profit de utilitate publică, înființat pe 4 iunie 2002. Fundatia a fost înființată cu scopul declarat de a sprijini procesul de modernizare doctrinară, de a întări și dezvolta democrația în Romania și în lume, dar și cu scopul de a organiza cât mai eficient activitatea de învățământ și de perfecționare a resurselor umane, de a contribui la profesionalizarea clasei politice. Pe 5 iulie 2008, institutul a primit statutul de fundație de utilitate publică.
Institutul este considerat a fi unul al Partidul Social Democrat (PSD).

## Conducerea
- Adrian Marius Dobre Arhivat în 23 februarie 2017, la Wayback Machine., Secretar General
- Maria Manuela Catrina, Director Executiv
- Alexandru Petrescu
- Ionut Pandelica

## Obiective
Institutul Social Democrat Ovidiu Sincai are urmatoarele obiective:
- Elaborarea și susținerea de programe doctrinare privind modernizarea României, problemele prioritare ale societății contemporane, ale dezvoltării mondiale;
- Organizarea, coordonarea și sprijinirea de programe educative și de formare profesională menite să contribuie la promovarea și aprofundarea valorilor, ideilor și practicilor democratice, a dialogului, transparenței și responsabilității, a egalității șanselor și solidarității între cetățeni;
- Elaborarea și coordonarea de programe de cercetare științifică menite să contribuie la realizarea scopului fundației;
- Elaborarea, coordonarea și evaluarea de programe de expertiză socio-economică și consultanță de specialitate;
- Susținerea comunicării și a schimbului de informații și opinii pe teme de interes comun cu asociații și fundații de profil din țară și străinătate;
- Organizarea de reuniuni științifice (seminarii, simpozioane, ateliere, conferințe) dedicate unor subiecte care derivă în mod direct din scopurile fundației;
- Monitorizarea și analiza profesională a informației deschise (presă scrisă, audio și TV, locală și centrală);
- Organizarea, coordonarea și evaluarea de sondaje de opinie publică;
- Comunicare și relații publice în vederea realizării scopurilor fundației;
- Editarea de prospecte, postere, broșuri, cărți, reviste având drept scop popularizarea activităților fundației, comunicarea valorilor politice și culturale specifice democrației, susținerea valorilor solidarității și a libertății umane;
- Organizarea și menținerea unei rețele de susținători constanți ai activităților fundației;
- Oferirea de burse tinerilor preocupați de studierea, promovarea și susținerea valorilor și instituțiilor democrației;
- Menținerea unui centru de documentare propriu.

## Activități, evenimente și acțiuni
Institutul este structurat pe patru departamente de lucru (Cercetare Științifică, Analiză și Prognoză; Învățământ; Relații Internaționale; Editorial) și o direcție de secretariat-administrație. În cadrul departamentelor se desfășoară activitățile curente ale Fundației, în care sunt implicate cadre didactice universitare, personalități publice și voluntari.
Institutul desfășoară o amplă activitate de formare și pregătire educațională pentru cei interesați de valorile și principiile democrației, din dorința de a contribui la profesionalizarea clasei politice românești. Începând cu 18 iunie 2004 Institutul organizează Școala Europeană „Ovidiu Șincai", sub egida Consiliului Europei. Școala face parte din Rețeaua de școli de Studii Politice a Consiliului Europei. Ea reunește anual circa 25-30 de cursanți selectați din întreg spectrul societății civile, din rândul partidelor parlamentare, a instituțiilor publice centrale și locale, juriștilor, jurnaliștilor, oamenilor de afaceri, organizațiilor neguvernamentale. Principalele scopuri ale acestei școli sunt educarea tinerilor factori de decizie din România în spiritul practicilor democratice europene, dar și relaționarea între reprezentanții diverselor grupuri sociale. Dintre participanții școlii aproximativ un sfert ocupă funcții de conducere în administrația publică centrală și locală .
Institutul Social Democrat „Ovidiu Șincai” desfășoară, de asemenea, activități de cercetare pe teme politice și socio-economice privind societatea românească. O altă arie de interes este studiul fenomenelor globale care afectează lumea contemporană și pentru care scopul este găsirea unor soluții în cadrul unei abordări social-democrate. Acestea s-au concretizat într-o serie de publicații periodice și cărți editate în cadrul Institutului, după cum urmează:
- 11 cărți de autor sau volume colective
- 32 rapoarte de analiză politică
- 42 buletine de analiză politică internă și internațională
- 289 newslettere săptămânale sau lunare de informare politică
- 17 articole pe tematici de actualitate românească, europeană sau internațională (în română și engleză)
- 25 numere ale publicației Sinteze
- 9 numere ale Revistei Școlii Europene „Ovidiu Șincai” (în engleză)
- 2 numere ale publicației Agora social-democrată
- 1 număr bilingv (română-engleză) al publicației România socială

Institutul Social Democrat „Ovidiu Șincai“ acordă o importanță deosebită dialogului cu reprezentanții societății civile. Acesta este motivul pentru care Institutul organizează periodic reuniuni, conferințe, seminarii și dezbateri axate pe teme de interes major, cu impact național și internațional. La conferințele și dezbaterile institutului sunt invitați reprezentanți ai mass-media, formatori de opinie, precum și personalități ale vieții politice, culturale și economice din România. De la înființare, Institutul a organizat:
- 67 conferințe, seminarii și dezbateri (18 internaționale)
- 51 vizite și conferințe ale unor personalități străine în România
- 13 dezbateri ale grupului România în politica internațională
- 30 sesiuni de training, schimburi de experiență (interne și internaționale) și alte evenimente.

În perioada 2012-2016, Fundația a fost și Centru de Formare Profesională a Adulților în domeniile „Formare de formatori”, „Managementul proceselor” și „Managementul proiectelor”.

## Relații externe
Pentru eficientizarea relațiilor cu fundații și instituții străine, Institutul a încheiat protocoale de colaborare cu organizații internaționale de profil. Astfel, în 2004 a fost semnat un protocol de colaborare cu Fundația Friedrich Ebert România, care a funcționat până în 2012. În noiembrie 2004, a fost semnat un protocol de colaborare cu Grupul Parlamentar al Socialiștilor Europeni. 
În luna iunie 2006, Institutul a devenit membru fondator al Rețelei Europene a Fundațiilor Politice (ENoP). Începând cu 1 ianuarie 2007, Institutul este membru al Forumului European pentru Democrație și Solidaritate (EFDS).
În 2008, Institutul a devenit membru fondator al Fundației pentru Studii Europene Progresiste (FEPS) și a semnat un protocol de cooperare cu Centrul pentru Studiul Lumii Contemporane din China (CCCWS).
În decursul timpului, au fost acordate 4 premii „Ovidiu Șincai” pentru merite deosebite în promovarea valorilor social-democrate următoarelor personalități: dna. Madeleine Albright (2002), dl. Antonio Guterres (2003), dl. Luis Ayala (2004) și dl. Alfred Pfaller (2007).